# مركز طلعة عمار
مركز طلعة عمار هو مركز إداري يتبع مدينة سكاكا في منطقة الجوف في المملكة العربية السعودية. وفقاً لإحصاء سنة 2010 بلغ عدد سكان المركز 971 سعوديا و172 غير سعودي.

## المصدر
- دليل الخدمات: منطقة الجوف. مصلحة الإحصاءات العامة والمعلومات، المملكة العربية السعودية.